# Activision Blizzard
Activision Blizzard è un'azienda statunitense produttrice e distributrice di videogiochi. La società è nata dalla fusione tra Activision e Blizzard Entertainment. La fusione è stata annunciata il 2 dicembre 2007, con un valore stimato di 18,8 miliardi di dollari.  Il processo è stato completato nel luglio del 2008, e l'azienda era controllata da Vivendi Games.
Nel 2023 Activision-Blizzard-King è divenuta parte di Xbox Game Studios (gruppo Microsoft).

## Storia
Nel dicembre 2007 venne diffuso l'annuncio che la società Activision si sarebbe fusa con Vivendi Games per formare la Activision Vivendi. René Penisson, attuale presidente di Vivendi Games, divenne presidente della nuova società. Robert Kotic, presidente e amministratore delegato di Activision, è diventato CEO della nuova società. Vivendi controllava il 52% della nuova società mentre gli azionisti Activision controllavano il rimanente 48%. La Vivendi diviene così una sussidiaria di Activision sotto il controllo della società statunitense.
Nel luglio 2012 l'agenzia di stampa Reuters diffuse l'annuncio che Vivendi fosse intenzionata a vendere la propria quota di Activision Blizzard per far fronte ai propri debiti. Tra le compagnie interessate alla quota troviamo Time Warner e Microsoft.
Nel novembre 2015 la società svedese di giochi Web e mobile King è stata comprata da Activision Blizzard per la cifra di 5,9 miliardi di dollari.
Nel 2018 l'azienda ha siglato un accordo con la Nielsen, marchio specializzato nei servizi di rating, al fine di stabilire il valore del proprio marchio nel settore degli sport elettronici in Italia.
Il 18 gennaio 2022 Microsoft annuncia l'acquisizione di Activision Blizzard per 68,7 miliardi di dollari, cifra che la rende l'acquisizione più costosa nella storia del gruppo di Seattle e della storia videoludica.
Activision Blizzard sarebbe così divenuta una divisione di Xbox Game Studios.
Il 13 ottobre 2023, dopo più di un anno e con richieste di chiarimenti da parte della Federal Trade Commission, Microsoft riesce ad ottenere il via libera all'acquisizione di Activision-Blizzard-King da parte della Competition and Markets Authority britannica, grazie a un accordo per la cessione dei diritti europei sui giochi Cloud di Activision a Ubisoft e, avendo vinto in tribunale contro la FTC Americana ancora contraria all'affare, conclude l'acquisizione.
Il 29 dicembre 2023, come parte dell'accordo con Microsoft, Bobby Kotick, CEO e fondatore di Activision Blizzard King, abbandona il ruolo da CEO dell'azienda dopo 32 anni, rimarrà fino ad aprile per supportare il subentro di Activision Blizzard negli Xbox Game Studios.

## Studi
- Activision a Santa Monica in California
- Blizzard Entertainment a Irvine in California
- King Digital Entertainment a Stoccolma in Svezia
- Treyarch a Santa Monica in California
- Raven Software a Middleton in Wisconsin
- High Moon Studios a San Diego in California
- Beenox a Québec in Québec
- Sledgehammer Games a Foster City in California
- Infinity Ward a Los Angeles in California
- Demonware a Dublino in Irlanda

### Chiusi o assorbiti
- Neversoft a Los Angeles in California
- Vicarious Visions a Mountain View in California e a Troy in New York
- Luxoflux a Santa Monica in California
- Fox Interactive a Los Angeles in California
- RedOctane a Sunnyvale in California
- Underground Development a Foster City in California
- Shaba Games a San Francisco in California

## Accuse di sessismo e molestie sessuali
In seguito a un'indagine durata due anni, nel luglio 2021 lo Stato della California ha mosso una causa legale nei confronti di Activision Blizzard, con le accuse di molestie sessuali e discriminazione nei confronti dei dipendenti di sesso femminile. Nei documenti legali il dipartimento investigativo accusa l'azienda, e in particolare Blizzard Entertainment, di favorire un ambiente di lavoro basato sul silenzio implicito dove il trattamento sessista del genere femminile è accettato, con comportamenti come battute sullo stupro, abuso di alcolici, palpeggiamenti, discussione aperta di rapporti sessuali, molestie di strada e critiche sulla maternità. Alcune vittime che ponevano resistenza alle molestie hanno lamentato svantaggi nel posto di lavoro, come il trasferimento forzato ad altri progetti.
Poche ore dopo l'annuncio della causa legale, Activision Blizzard si è distanziata dall'ambiente di lavoro descritto nei documenti, affermando che i risultati dell'investigazione sono "distorte, e in molti casi false, descrizioni del passato di Blizzard" e definendo i dipendenti del dipartimento governativo "burocrati irresponsabili". Nei giorni successivi la risposta dell'azienda ha provocato scontento interno, causando diversi scioperi e la raccolta di oltre 2600 firme di dipendenti Activision Blizzard per una lettera aperta, nella quale viene chiesto ai direttori di "riconoscere la gravità delle accuse per dimostrare compassione nei confronti delle vittime" e di "non silenziare i dipendenti". In seguito a uno sciopero degli impiegati, l'amministratore delegato Bobby Kotick ha criticato le risposte iniziali dell'azienda, definendole "fuori luogo".
Il procedimento legale ha fatto partire un'ulteriore indagine da parte di diversi azionisti di Activision Blizzard che ha portato a una class action contro l'azienda, accusata di danni economici per aver "nascosto e manipolato informazioni sulla causa legale".